# عبدي عشيرتا

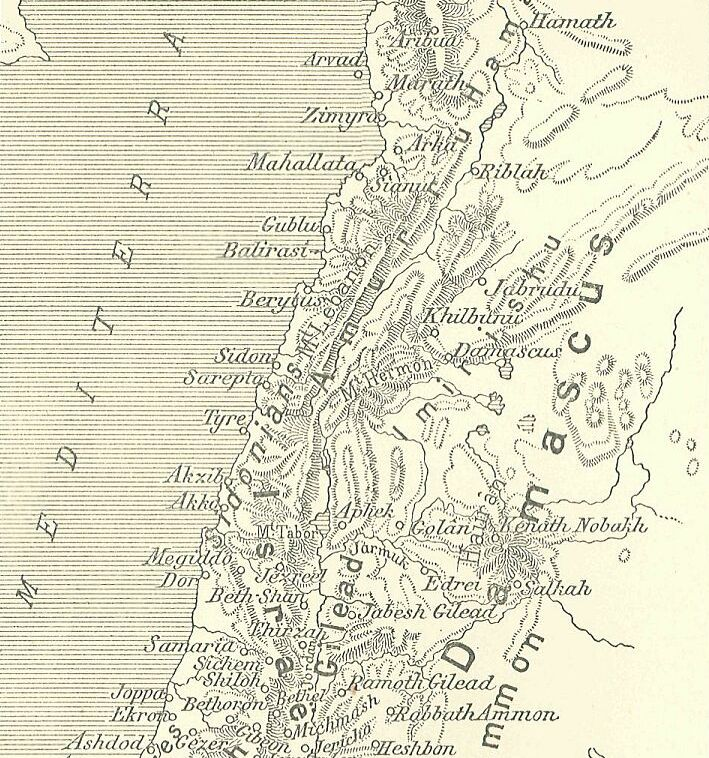

عبدي عشيرتا (القرن الرابع عشر قبل الميلاد) ظهر عبدي عشيرتا من أصول غامضة وتمكن من توحيد الآموريين (العموريين) في منطقة آمور وشمال سوريا، وهي منطقة تقع بين البحر الأبيض المتوسط ونهر العاصي وخلق منطقة عازلة قوية بين مناطق النفوذ مع الإمبراطورية الحيثية والمملكة الميتانية الوليدة حديثًا في المناطق الحورية القديمة جنوب الحيثيين، وأعطى ولاءه للملوك المصريين، وتحت هذا الولاء تمكن من غزو واحتلال أراضٍ كثيرة مجاورة له وقد نجح بذلك عندما تحالف مع قبائل العبيرو السيئة السمعة التي كانت عبارة عن عصابات غزو بدوية تجوب المنقطة وهكذا سعى عبدي عشيرتا للتوسع الإقليمي، ويتضح ذلك من خلال الرسائل التي بعث بها إلى الملك أخناتون المصري ريب حدّا (ربعدي)، ملك جوبلّا (جبيل جنوبي آمور). ففي حوالي عشرين من رسائل تل العمارنة اليائسة كتب ريب حدّا (ربعدي) يشكو عبدي عشيرتا والعبيرو الذين هاجموا وسلبوا واحتلوا الأراضي والمدن القريبة منه مثل (أرادتا وأرقاتا وشغاتا وحتى سومور) وهي مدينة الحامية المصرية.
يزخر عدد كبير من الرسائل تل العمارنة بالتوسلات اليائسة التي بعث بها "ربعدي" نائب الملك المخلص في "جبيل" طالبًا العون ضد "عبدي عشيرتا" الذي كان حاكمًا على "آمور" (وهي إذ ذاك منطقة ساحلية تمتد من لبنان شمالًا حتى أرواد)، والذي تمكن من بسط نفوذه عنوة على جيرانه، فاحتل عرقة وقطنة وحماة في الداخل، ثم احتل أرواد، وهاجم "سيميريا" على الساحل، وفي الواقع كان "عبدي عشيرتا" وأولاده - خاصة "عزيزو" - أعداء مزمنين لمصر، ربطوا أنفسهم بأعداء فرعون المعروفين (بالخابيرو، "عبيرو) أو "ساجاز" (قاطعو الرقاب) ثم فيما بعد بالحيثيين.
لم يستطع الملك المصري أو ابنه من بعده (أخناتون) أن يفعلا شيئًا تجاه مملكة أمورو التي توسعت في جنوب سوريا، ويبدو أن عبدي عشيرتا قتل في ظروف غامضة وتنافس ولداه على الحكم من بعده، ثم أصبح ابنه (عزيزو) وهو ملك هذه المملكة والذي كان طموحًا حيث قتل ريب حدّا (ربعدي) وانفصل عن الوصاية الشكلية لمصر على المملكة وانضم للتحالف مع الحيثيين وفقدت مصر حدودها البعيدة شمال سوريا مع الحيثيين.